# リトル・アインシュタイン
『リトル・アインシュタイン』（Little Einsteins）は、ディズニーが手がけたテレビアニメ作品。アメリカ合衆国で2005年10月15日より放送されている。
英語を覚えながら世界の地理と美術（絵画）とクラシック音楽を同時に学ぶ教材として製作されている。ベイビー・アインシュタインの進歩型と言える作品である。絵画は主に作中の背景に使用されていた。
日本では2006年10月5日から2007年3月29日まで、テレビ東京系で木曜日 17:30～18:00（JST）に日本語版が放送されていた。
2008年4月3日から木曜朝7:30からテレビ東京系のDisney Timeで放送が再開されていた。
ディズニー・チャンネルでは2007年4月9日よりプレイハウスディズニー内で放送が再開され、2007年10月8日からは新作の第29話以降も放送されている。
その季節にしか放送されないスペシャルがある（11月ハロウィーン、12月クリスマス）。

## 内容
主人公の4人の子供達に関係した何らかのアクシデントが起き、それを解決する「任務」が話の中心である。但し、4人は常に一緒に行動するわけではなく、一例として第31話ではクインシーが残り3人を助けに行くという内容。子供達はロケットと名づけられた飛行する乗り物に乗り、各所を冒険をして「任務」を達成した後、最後にカーテンコールを行う。その際題材になった絵、BGMとして使用されたクラシック音楽の1部分などが番組冒頭に引き続き改めて紹介される。
- 時折キャラクターが視聴者に向かって「ひざを叩く」「歌う」「息を吹く」など指示を出し、テレビの前の子供たちが作品に参加している気分になれるような演出を多用している[注 2]。
- 背景には実写撮り込みが多用されている。
- メンバーの4人以外の人間が一切登場せず、動物や植物、意思を持った楽器などと4人は普通に会話が出来る。動物の鳴き声などは全て楽器の音色に変えられている。

## カーテンコール（エンディング）
まずは4人の子供達に拍手をし、ロケットと呼ばれる宇宙船に拍手をし、題材となった絵画に拍手をし、BGMとして使用されたクラシック音楽の一部分に拍手をし、そして視聴者に拍手をして終了となる。
第1シリーズ（第1話～第28話）と第2シリーズ（第29話～最終回・第67話）でカーテンコールの描写は少し異なっている。上記は第1シリーズについてだが、第2シリーズでは絵と音楽を紹介する場面で簡単なメロディー付きで紹介している。

## 登場人物
担当声優は、日 / 米の順。
レオ（Leo）
声 - 鵜澤正太郎（第1～54話）、柴井伶太（第55話～最終回） / ジェシー・シュワルツ
メガネを掛けた白人の少年。6歳。リーダー役と思われる。赤毛で短めのリーゼント（より正確にはポンパドール・スタイルと呼ばれるらしい）だが先端上部は丸みを帯びてなくギザギザ。
指揮が得意。レオだけでなく他の3人も同じ小学校（しかもクラスまでなぜか同じ）に通っている（第66話より。ちなみに、そのエピソード内でジェット機が今までの意地悪を全て謝罪するために、彼らがいる教室まで押しかけてきた）。
クインシー（Quincy）
声 - 本城雄太郎 / エイデン・ポンペイ
黒人の少年。5歳。太鼓、バイオリンなど楽器が得意。野球帽を常にかぶっている（ただし寒冷地での任務で戸外に出たときは野球帽が毛糸ニット帽に差し替わる）が、つばの下側が見えるほど傾けたかぶり方である。
「信じられないよ～」が口癖。毎回のサブタイトルのコールを担当。
ジューン（June）
声 - 永嶌花音/ エリカ・フアン
アジア系の少女。6歳。ダンス（特にバレエ）を得意とする。4人の中で唯一、目が横長い。立ちポーズは完全な直立ではなく少し前方に張り出しているように見える。バレリーナ特有の姿勢を維持するために、ロケット内部で着席している時は脚がガニマタになっている。
第1話～第28話のOPでは、彼女だけがカットインで画面を通り過ぎる（第29話以降はレオ→ジューン→アニー→クインシーの順で4人全員）。
「リトル・アインシュタイン」というチーム名は、アニーの一言を元にしてジューンが名づけた（第12話より）。クインシーのサブタイトルコールの後で、各回に登場する絵画などを紹介している。
アニー（Annie）
声 - 増山朱里乃/ ナタリー・ヴォイツィック
レオの妹の白人の少女。4歳。歌を歌うのが大好き。兄と違って金髪。おさげ髪にリボン型のシュシュをしている。クインシー＆ジューンの上記行動の後、各回に登場する音楽を紹介している。
衣装はオーバーオールに似ていて、第1シリーズでは緑と青、第2シリーズではピンクと水色である。また第2シリーズではマイクも登場する。
以上の4人以外に人間の登場キャラは存在せず、OPテーマ曲も上記4人が歌っている（ただしOP曲については、第55話以降もレオ役が柴井ではなく鵜澤）。
一人称はレオ＆クインシーが『ボク』、ジューン＆アニーが『あたし』であり、視聴者に対して常に、レオ＆クインシーは『きみ』と、ジューン＆アニーは『あなた』と呼びかけている。

4人とも得意分野以外のパフォーマンスをこなすことがたまにある（レオが楽器演奏したり、ジューンが歌ったりなど）。

キャラクターの声は芸歴の浅い子役が担当している。
ロケット
詳細は下記参照。
ジェット機
ロケットの宿敵。時々登場し、リトル・アインシュタインの任務を妨害する。中に人は乗っていないようである。

## ロケット
リトル・アインシュタインのメンバー4人が乗り込む、空を飛ぶ乗り物。ロケット内部での席順は、左前ジューン、右前（操縦桿はそこにある）レオ、左後ろクインシー、右後ろアニーでほぼ固定されている（第18話ではまずレオがアニーにロケットの操縦法を教えるために、アニーが右前に、レオが左前に座った）。音楽のリズムによってパワーを得られる仕組み（ひざを叩くことで発進、加速などをする）。地球上で飛行機として使用出来るだけでなく、宇宙に行くことも可能。短時間で土星までいったことがあるので、相当な速度が出るものと思われる。船、潜水艦、地下鉄の電車などにも変形可能。色々な特殊機能があるが、操縦法は全て視聴者参加型のアクション（ひざを叩くなど）である。 喋る機能は無いが感情がある。しゃっくりをする。ネズミが嫌いらしい。元々はレオが産まれて間もないころに買い与えられたベッドメリーの飾りの一つだったが、行方不明になっていて4人が落胆していたところに乗り物に進化した姿で現れた（第12話より。したがって、ストーリーは時系列順では第12話が第1話より前の話になる）。お家（格納庫兼リトル・アインシュタインメンバーの基地）はロケットが自ら建設するなど、出来ないことは喋る事以外はほぼ無い。
このロケットのライバルのジェット機は、ロケットより一回り大きく、ロケット同様感情を持ち、変形機能がある。ロケットと対立関係になった経緯などは不明。

## サブタイトル
列挙された各話サブタイトルの最下段に記してあるのは、当該エピソードに登場した絵と音楽の作者（ただし前者は、エピソードによっては例外あり）。

1st season 

＃1　ほしのまわりの　わっか
　Ring Around The Planet
　グスタフ・クリムト／アントニン・ドヴォルザーク

＃2　おたんじょうびの　ふうせん
　The Birthday Balloons
　アンリ・ルソー／ヴォルフガング・アマデウス・モーツァルト
 
＃3　しゃっくり　びっくり
　Hungarian Hiccups
　アンリ・ルソー／ヨハネス・ブラームス

＃4　いちばんすきなこと 
　I Love to Conduct
　エドワード・ヒックス／エドヴァルド・グリーグ

＃5　オーロラのひかり 
　The Northern Night Light
　クロード・モネ／ニコライ・リムスキー＝コルサコフ

＃6　クジラのうた 
　Whale Tale
　ジョルジュ・スーラ／ヴォルフガング・アマデウス・モーツァルト

＃7　ロケットでサファリ・ツアー
　Rocket Safari
　アルブレヒト・デューラー／ニコライ・リムスキー＝コルサコフ

＃8　かいぞくの　たからもの 
　Pirate's Treasure
　葛飾北斎、ポール・ゴーギャン／ジョルジュ・ビゼー

＃9　おうごんのピラミッドでんせつ
　The Legend of the Golden Pyramid
　古代エジプトのヒエログリフ／ヨハネス・ブラームス

＃10　ドラゴンの　たこ 
　The Dragon Kite
　蔵三、蔡嘉、張路、仇英／エドヴァルド・グリーグ

＃11　ジューンとアヒル 
　Duck, Duck, June
　ジョン・アトキンソン・グリムショー／ヴォルフガング・アマデウス・モーツァルト

＃12　ぼくたちはリトル・アインシュタイン（※文字による表示は左記だけだが、同時になされるタイトルコールでは「そのはじまりのひ」が後続する）
　How We Became The Little Einsteins: The True Story
　ジョン・シンガー・サージェント／アントニン・ドヴォルザーク

＃13　クリスマスのおねがい 
　The Christmas Wish
　ヴィンセント・ヴァン・ゴッホ／ルートヴィヒ・ヴァン・ベートーヴェン

＃14　はしれ　きかんしゃ 
　Go West, Young Train
　ナバホ族の民芸品／ジョルジュ・ビゼー

＃15　ぼくたちの　たのしいハロウィーン 
　A Little Einsteins Halloween
　ヴィンセント・ヴァン・ゴッホ／ヨハン・ゼバスティアン・バッハ

＃16　そだててみよう 
　Farmer Annie
　ランブール兄弟／エドヴァルド・グリーグ

＃17　はるだ　はるだ　はるが　きたんだ 
　Oh Yes, Oh Yes, It's Springtime
　歌川広重／アントニオ・ヴィヴァルディ

＃18　アニーひとりのにんむ 
　Annie's Solo Mission
　グスタフ・クリムト／ジョルジュ・ビゼー

＃19　ネズミさんとおつきさま 
　The Mouse and The Moon
　古代ギリシャと古代ローマのモザイク画／ヴォルフガング・アマデウス・モーツァルト

＃20　いいきしと　わるいきしの　おはなし 
　The Good Knight and The Bad Knight
　ジョヴァンニ・バッティスタ・サッシ、バイユーの壁掛け／エドヴァルド・グリーグ

＃21　おおきなトーテムポール 
　A Tall Totem pole
　アメリカの北部太平洋岸にあるトーテムポールたち／ヨハン・ゼバスティアン・バッハ

＃22　ジョーイの　だいジャンプ（※ジョーイとはクインシーが名付けたカンガルーの子供）
　Jump For Joey
　オーストラリアのアボリジニーの絵／ジョルジュ・ビゼー

＃23　ちいさいぼくらの　びっくりだいぼうけん 
　The Incredible Shrinking Adventure
　ヴィンセント・ヴァン・ゴッホ／アントニオ・ヴィヴァルディ

＃24　おやすみなさい　ロケット 
　A Galactic Goodnight
　エドヴァルド・ムンク／ルートヴィヒ・ヴァン・ベートーヴェン

＃25　おたんじょうびマシン 
　The Birthday Machine
　ミケランジェロ・ブオナローティ／ヨハン・ゼバスティアン・バッハ

＃26　ともだちを　よぼう 
　Knock on Wood
　ジョージ・イネス／ヨハン・ゼバスティアン・バッハ

＃27　あたらしいふくにきがえて 
　A Brand New Outfit
　ヴィンセント・ヴァン・ゴッホ、葛飾北斎／ルートヴィヒ・ヴァン・ベートーヴェン

＃28　しょうたいじょうは　どこにある？ 
　The Missing Invitation
　クロード・モネ、ナバホ族の織物／ルートヴィヒ・ヴァン・ベートーヴェン

2nd season

＃29　アニーとおもちゃのひこうき
　Annie and the Little Toy Plane
　キース・ヘリング／ヴォルフガング・アマデウス・モーツァルト

＃30　きゅうでんのぶとうかい
　The Glass Slipper Ball
　アンディ・ウォーホール／ヨハン・シュトラウス

＃31　クインシーと ふしぎなまほうのがっき
　Quincy and the Magic Instruments
　ギュスターヴ・クールベ／ピョートル・チャイコフスキー

＃32　おにいちゃんといもうとの大ぼうけん
　Brothers and Sisters to the Rescue
　ドイツの民芸品／ルートヴィヒ・ヴァン・ベートーヴェン

＃33　にんぎょうの　おひめさま
　The Puppet Princess
　レオナルド・ダ・ヴィンチのスケッチ画／シャルル・フランソワ・グノー

＃34　おんがくのペット　メロディ
　Melody the Music Pet
　クロード・モネ／アントニン・ドヴォルザーク

＃35　もうスピード!!
　Super Fast!!
　中国の切り絵／ジョアキーノ・ロッシーニ

＃36　おんがくで　はなそう
　He Speaks Music
　アフリカのお面／ベドルジハ・スメタナ

＃37　ともだちのうた
　Annie's Love Song
　クナ族のモラ／ヴォルフガング・アマデウス・モーツァルト

＃38　こんにちは　チェロ
　Hello, Cello
　ヴィンセント・ヴァン・ゴッホ／フランツ・シューベルト

＃39　カーマインのだいレース
　Carmine's Big Race
　ポール・ランソン／ジャン・ジョゼフ・ムレ

＃40　ねむれるファゴット
　Sleeping Bassoon
　ワシリー・カンディンスキー／フェリックス・メンデルスゾーン

＃41　ロケットスープ
　Rocket Soup
　パウル・クレー／アントニン・ドヴォルザーク

＃42　ことしもやってきた　そらのだいレース
　The Great Sky Race Rematch
　歌川広重／ジョアキーノ・ロッシーニ

＃43　アオアシカツオドリのバレエのはっぴょうかい
　Blue footed Booby Bird Ballet
　イカの石／ピョートル・チャイコフスキー

＃44　とびらをあけて　たからものをみつけよう
　The Treasure Behind The Little Red Door
　ハワイのキイ像／シャルル・フランソワ・グノー

＃45　スフィンクスの　まほうのパズル
　Puzzle of the Sphinx
　エジプトの遺跡／ジュゼッペ・ヴェルディ

＃46　ガンのむれを　おいかけよう
　Wild Goose Chase

＃47　あかずきんロケットのおはなし
　Little Red Rocket Hood
　アレクセイ・フォン・ヤウレンスキー／ジュゼッペ・ヴェルディ

＃48　ペンギンさんと　アイスクリームをとどけよう
　Mr. Penguin's Ice Cream Adventure
　ロイ・リキテンシュタイン／フランツ・シューベルト

＃49　ふしぎな　ひみつのたからもの
　The Secret Mystery Prize
　葛飾北斎／エドヴァルド・グリーグ

＃50　メロディといっしょ
　Melody and Me
　アメリカ先住民のペトログリフ／フェリックス・メンデルスゾーン

＃51　アニーとまめのき
　Annie and the Beanstalk
　ヴィンセント・ヴァン・ゴッホ／ルートヴィヒ・ヴァン・ベートーヴェン

＃52　ユニコーンのために うたおう
　The Song of The Unicorn
　中世のタペストリー／ピョートル・チャイコフスキー

＃53　クインシーとがっきのきょうりゅうのなかまたち
　Quincy and The Instrument Dinosaurs
　アンディ・ウォーホール／ベドルジハ・スメタナ
 
＃54　おうじさまのネジをまこう
　The Wind Up Toy Prince
 
＃55　ロケット いえをつくる！
　Build It Rocket
　クロード・モネ／エドヴァルド・グリーグ

＃56　マイクをてにいれよう
　Annie, Get Your Microphone

＃57　シューベルトのあてっこゲーム
　The Great Schubert's Guessing Game
　フランク・ロイド・ライト／フランツ・シューベルト

＃58　ヘンテコくつした　サーカスをすくう
　Silly Sock Saves the Circus
　レオナルド・ダ・ヴィンチ／フランツ・シューベルト

＃59　みんなでがんばろう！
　Go Team!
　エドガー・ドガ／ピョートル・チャイコフスキー

＃60　そらをとぶ がっきのようせい
　Flight of the Instrument Fairies
　古代ローマのモザイク画／フェリックス・メンデルスゾーン

＃61　うちゅうからやってきた おんがくロボット
　The Music Robot From Outer Space
　アンディ・ウォーホール／ジャン・ジョゼフ・ムレ
 
＃62　おやつのじかん
　Animal Snack Time
　アフリカの壺／ピョートル・チャイコフスキー
 
＃63　ちいさなゾウの おおきなパレード
　Little Elephant's Big Parade
　メンディの模様／エドヴァルド・グリーグ

＃64　ロケット むしになる
　Rocket The Bug
　マオリの彫刻／ゲオルク・フリードリヒ・ヘンデル
 
＃65　ロケット しょうぼうしゃになる
　Fire Truck Rocket
 ジャワの影絵芝居の人形／ピョートル・チャイコフスキー

＃66　みんなにみせよう
　Show and Tell
 マヤ文明の遺跡／ジョルジュ・ビゼー

＃67　おんがくのかいじゅう
　Music Monsters
 パウル・クレー／ヴォルフガング・アマデウス・モーツァルト

## 番外編
リトルアインシュタイン／ひのとりをたすけよう
1時間枠の長編。悪者カッチャイにつかまった火の鳥を助けるためにロシアを冒険する内容で、ワシリー・カンディンスキーの絵、マトリョーシカ人形、ファベルジェが題材として取り上げられるほか、全面的にストラヴィンスキー『火の鳥』の音楽が使用されている。

## 備考
- 第1話・第2話・第12話では最初と最後で提示された楽譜に誤りがある。第1話・第12話では旋律は変イ長調だが調号はフラット5つになっていた。また第2話では旋律はニ長調だがシャープは1つしかない。余談だが、第22話で提示された楽譜はフラット1個のヘ長調になっているが、オリジナルの版（ビゼーが作曲したそのままの版）では調号がシャープ3つのまま臨時記号が多用された形のヘ長調になっている（ただし2段目では第四線上（中央ハ音より9度上の位置）にフラットが置かれているが、これも誤り）。
- 第10話で紹介された水墨画の作者4人はいずれも中国の水墨画家で、生没年は順に不明、1686～1779、1464～1537、1505～1552。仇英は明の水墨画四大家の一人、また張路は浙派（狂態邪学派）に属していた。
- 第37話で紹介された「クナ族のモラ」の「クナ族」とは、パナマの原住民の1つである。
- 当初は2年間の放送がアナウンスされたとされる『こてんこてんこ』が、4クール（1年間）に短縮したための後番組として投入され、穴埋め（つなぎ番組）とも言える作品でもある。テレビ東京の「あにてれ」に公式サイトができたのが、番組開始より少し遅れた。急遽地上波での放映が決まったことと、ディズニーとの権利関係が複雑なものになっている事が理由として考えられる。元々はCSのディズニー・チャンネルで放映予定だったものと思われる。その経緯ゆえ、BSデジタル放送の場合、BSジャパンでは地上波と同時期の放送がされなかったが、2007年12月より、TwellVでの放送が開始されている。
- 『＃24　おやすみなさい　ロケット』は、アメリカ本国での放映当時にはまだ太陽系惑星から冥王星が除外されていなかったため、太陽系惑星が9つと説明されている。惑星の数がストーリーの核心に関わっているため修正が出来ず、日本語版はそのまま放映され、「現在冥王星は太陽系の惑星からはずされています」とテロップが出た。
- 2007年3月29日放送分の26話で最終回となったが、本編中では一切最終回である事には触れず、終了のテロップなども無かった。
- 2011年2月現在、下記の10タイトルのDVDが販売されている。

はじめてのぼうけん／すてきな たんじょうび／ひのとりを たすけよう／おうごんのピラミッドでんせつ／そらをとぶ がっきのようせい／どうぶつが だいすき／ヨーロッパに いこう!／アフリカに いこう! ／うちゅうのほしと おんがく／さいこうのだいぼうけん